# Parque fluvial del Nera
El parque fluvial del Nera es un parque regional italiano de la región de Umbría. Fue creado en el año 1995 y tiene una extensión de alrededor de 2.200 hectáreas de notable valor ambiental, situada en el municipio de Terni, que comprende la parte de la Valnerina que va desde Ferentillo a la Cascada de Marmore y comprende los ríos Velino y Nera. Esta zona, de impacto naturalístico y escenográfico, es rica en aguas y presenta una vegetación formada por bosques de árboles de hoja ancha, de maquis mediterráneo y obviamente vegetación típicamente fluvial. En la fauna destacan las aves rapaces como el cernícalo o el águila culebrera.